# Crane Glacier
Crane Glacier är en glaciär i Antarktis. Den ligger i Västantarktis. Argentina, Chile och Storbritannien gör anspråk på området. Crane Glacier ligger 507 meter över havet.
Terrängen runt Crane Glacier är varierad. Trakten är obefolkad. Det finns inga samhällen i närheten.